# Свашенко Алла Олександрівна
Алла Олександрівна Свашенко(*10 травня 1937 — †23 листопада 2005) — український мовознавець, професор Харківського національного університету імені В. Н. Каразіна.
Народилась в селі Деркачі (тепер — м. Дергачі) Харківської області. Мати, Станіславська Ольга Акимівна, акторка театру «Березіль» Леся Курбаса, батько — Свашенко Олександр Никифорович, походив із родини, з котрої вийшов Семен Андрійович Свашенко. Батько працював у відділі освіти за часів Миколи Скрипника, розстріляний у 1937 році.
1959 року Алла Свашенко закінчила філологічний факультет Харківського державного університету. Працювала у школі.
1965 року починає працювати на кафедрі української мови Харківського державного педагогічного інституту імені Г. С. Сковороди, з 1997 року — професор кафедри української мови ХНУ, автор багатьох праць в царині історії української мови, дериватології, діалектології, української та білоруської антропоніміки, методики викладання української мови.